# Stichting De Locomotor
De Stichting De Locomotor (SDL) werd op 15 januari 2002 opgericht door een aantal liefhebbers van het materieeltype Sik (locomotor) van de Nederlandse Spoorwegen. Doel is het behoud van een stuk spoorhistorie, zowel vergaren van kennis en van rollend materieel, en dit te bewaren en restaureren voor de toekomst.
De organisatie is eigenaar van één oersik, twee kraansikken en vier 'gewone' sikken. Ook zijn er drie gesloten goederenwagens, een goederentreinbagagewagen (Dg), een verblijfswagen, een platte wagen en een bollenwagen in de collectie.

## Materieeloverzicht
| Nummer            | Type                   | Bouwjaar (fabriek)                   | Opmerkingen | Kleur      | Afbeelding |
| ----------------- | ---------------------- | ------------------------------------ | --- | ---------- | ---------- |
| 122               | Oersik                 | 1931 (Werkspoor)                     | Gerestaureerd en rijvaardig aanwezig bij de Stoomtrein Goes - Borsele te Goes                                                                                  | groen      |            |
| 210               | Sik                    | 1934 (Werkspoor)                     | Voorzien van houtgasgenerator. Gerestaureerd en in 2017-2019 bruikleen aan het Spoorwegmuseum te Utrecht; daarna in bruikleen bij de Stoomtrein Goes - Borsele | groen      |            |
| 211               | Sik                    | 1934 (Werkspoor)                     | In bruikleen aan Stichting GOLS Station Groenlo te Groenlo | geel-grijs |            |
| 252               | Kraansik               | 1935 (Werkspoor)                     | In bruikleen aan Stichting SIEMei (Stichting Industrieel Erfgoed Meierij) te Veghel                                                                            | geel-grijs |            |
| 276               | Kraansik               | 1936 (Werkspoor)                     | Verblijft te Blerick | geel-grijs |            |
| 285               | Sik                    | 1936 (Werkspoor)                     | Sinds 2007 in bruikleen aan het Nederlands Openluchtmuseum te Arnhem                                                                                           | groen      |            |
| 347               | Sik                    | 1938 (Centrale Werkplaats Zwolle)    | In bruikleen aan het Maritiem Museum Rotterdam (voorheen Havenmuseum)                                                                                          | groen      |            |
| 2696              | Dg (begeleidingswagen) | 1958 (Winschoter Machinefabriek N.V) | In bruikleen aan het Spoorwegmuseum. Standplaats De Rijtuigenloods te Amersfoort                                                                               | bruin      |            |
| 40 84 959 2 311-7 | Es (platte wagen)      | 1960 (Werkspoor)                     | In bruikleen aan het Maritiem Museum Rotterdam (voorheen Havenmuseum)                                                                                          | bruin      |            |
| 40 84 959 1 054-4 | Gs-t (gesloten wagen)  | 1956 (Werkspoor)                     | Sinds 2007 in bruikleen aan het Nederlands Openluchtmuseum te Arnhem                                                                                           | bruin      |            |
| 40 84 980 1 985-5 | Gbs (gesloten wagen)   | 1961 (Werkspoor)                     | Standplaats De Rijtuigenloods te Amersfoort | bruin      |            |
| 40 84 150 0 378-1 | Gbs (gesloten wagen)   | 1961 (Werkspoor)                     | In bruikleen aan Stichting SIEMei (Stichting Industrieel Erfgoed Meierij) te Veghel.                                                                           | bruin      |            |
| 21 84 910 5 446-4 | Ucs-y (bollenwagen)    | 1958 (Werkspoor)                     | Standplaats De Rijtuigenloods te Amersfoort | grijs      |            |
| 40 84 959 5 880-8 | Us (verblijfswagen)    | 1959 (Werkspoor)                     | In bruikleen aan Stichting GOLS Station Groenlo te Groenlo | rood       |            |